# Rangel da Rosa
Rangel Luan da Rosa (født 11. maj 1996) er en brasiliansk professionel håndboldmålmand, som spiller for den spanske klub Logroño.
Han blev udtaget til det brasilianske håndboldlandshold forud for verdensmesterskabet i håndbold 2021 i Egypten og repræsenterede Brasilien ved sommer-OL 2020 samme år.